# 月神威卡
月神威卡（英語：Dianic Wicca，在英文語境也被稱為，中文方面可翻譯為黛安娜威卡）是一支以女性成員為中心來奉行女神儀式及傳統的西洋新異教。雖然該派有些信徒認為她們就是屬於威卡教之一，但是月神威卡與大多數威卡教傳統差異處在於,月神威卡只有女神受到崇敬而已（而其他威卡教在信仰上則是同時尊崇女性和男性神靈）。
然而在西方的新異教發展史上，並不止限於前述的一支威卡傳統自稱為月神屬系（Dianic），最著名的純女性成員的威卡派別是1970年代由匈牙利人蘇珊娜·布達佩斯特在美國所創立的團體。這裡還有要值得注意的一點是，以月神屬系為名的威卡通常只有崇拜單一的女神，並專注於平等主義、母性女性主义。她們團體的英文稱謂雖以羅馬神話中的月神黛安娜為名，不過月神屬系崇拜的女神其實是源自不同的文化，她們團體則將來自不同文化女神視為唯一女神論體系下的各種“化身”。基本上月神威卡是兼容並蓄的博採了英國傳統威卡、義大利民間巫術元素的團體，這些相關的資訊可以從查爾斯·利蘭在他1899年的著作《阿拉迪亞或女巫福音》一書之中得知，本書有紀錄關於女權主義價值觀、民間巫術還有各種不同文化治療方法的內容。

## 歷史發展
《阿拉迪亞或女巫福音》一书中指出古代的女神狄阿娜、阿佛洛狄忒、阿拉狄亚和与神圣奥秘有关的希律迪亞絲是全女性女巫集会与许多女巫神话的起源。
布達佩斯特的月神威卡教开始于1971年的冬至，她当时在加利福尼亚州的好莱坞举行了第一次仪式。她认为自己是一名“世袭女巫”，并声称从她母亲教会她了巫术，她被认为是现代月神威卡教的创始人。露思·蕾哈农·巴雷特被布达佩斯特在1980年钦定，继承了布达佩斯特的洛杉矶分部。

2014年，由于布达佩斯特任命了一位生理男性为大祭司（High Priest），引发了月神威卡的分裂，以露丝·巴雷特（Ruth Barrett）为首的激进派不认可非天生女性的入教，带领“戴安娜神庙（Temple of Diana）”派出走，宣布与布达佩斯特分离。

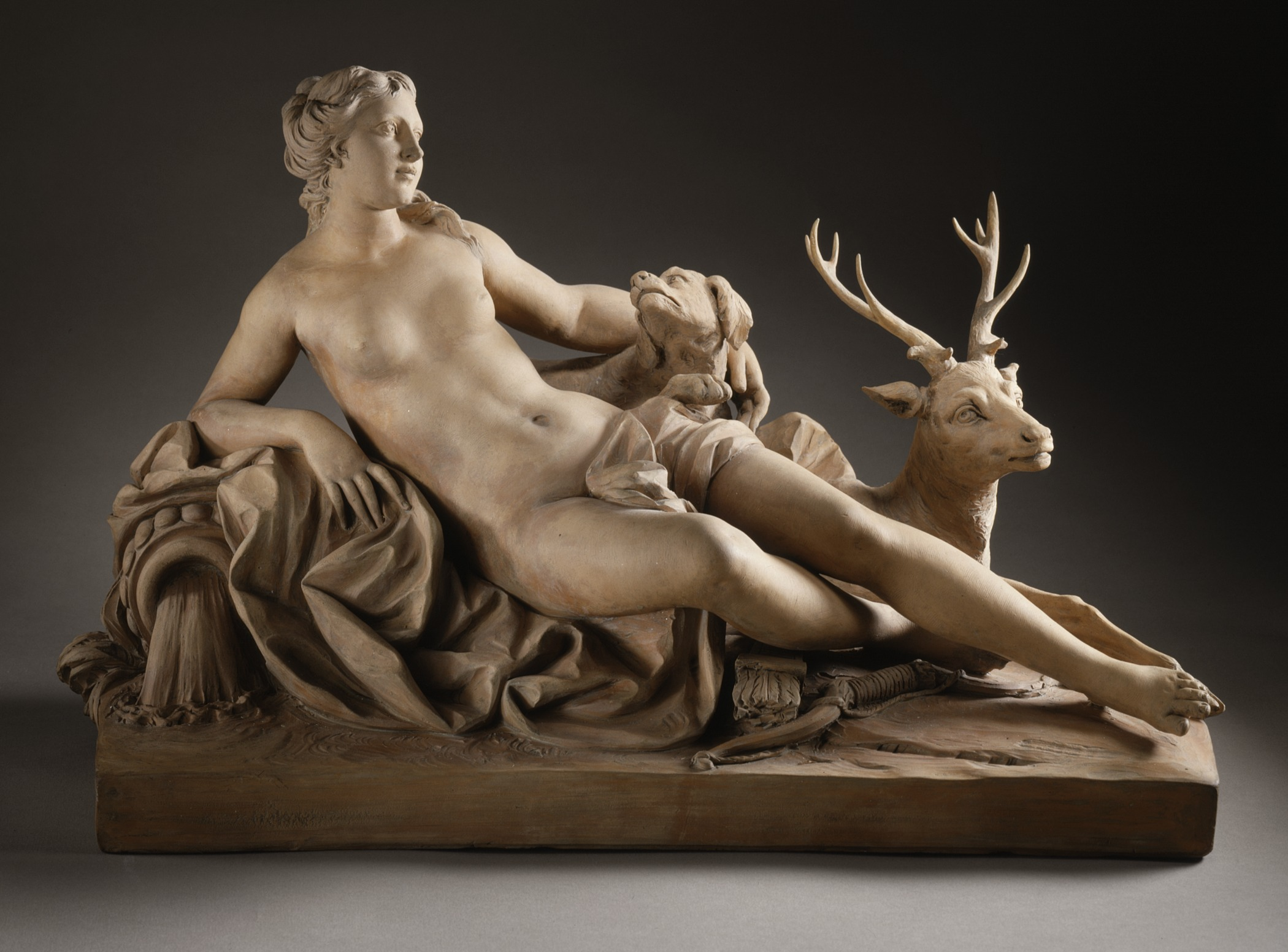
黛安娜女神（即希臘神話的阿耳忒彌斯）為女性和野生動物的庇佑神

## 延伸閱讀
- Barrett, Ruth. Women's Rites, Women's Mysteries: Intuitive Ritual Creation. Llewellyn Publications; 2007, ISBN 0-7387-0924-7. Earlier publishing: Women's Rites, Women's Mysteries: Creating Ritual in the Dianic Wiccan Tradition. Authorhouse; 2004, ISBN 1-4184-8295-1.
- Eisler, Riane, The Chalice and the Blade.
- Mountainwater, Shekhinah, Ariadne's Thread.
- Ochshorn, Judith and Cole, Ellen. Women's Spirituality, Women's Lives. Haworth Press 1995. ISBN 1-56024-722-3. pp 122 & 133 referring to Z Budapest and Shekinah Mountainwater, among others, in a discussion of Dianic Witchcraft.
- Pond, Gina, et al. Gender and Transgender in Modern Paganism （页面存档备份，存于）. Circle of Cerridwen Press, 2012. ISBN 978-1-105-43378-8
- On Starhawk, the Reclaiming Tradition and feminism, M. Macha NightMare.
- Interview with Starhawk in Modern Pagans: An Investigation of Contemporary Pagan Practices, ed. V. Vale and John Sulak, Re/Search, San Francisco, 2001, ISBN 1-889307-10-6.

## 外部連接
- Dianic Wicca, Official Website
- Z. Budapest （页面存档备份，存于）
- International Goddess Conference （页面存档备份，存于）
- Temple of Diana （页面存档备份，存于）
- The McFarland Dianic Tradition （页面存档备份，存于）